# Čolek obecný
Čolek obecný (Lissotriton vulgaris) je 6–10 cm velký obojživelník. Samec je větší, dosahuje velikosti maximálně 10 cm, samice bývají menší. Je nejběžnějším druhem čolka v Česku.

## Vzhled
Jedná se o štíhlého obojživelníka s drobnými končetinami a dlouhou hlavou. Pokud se vyskytuje ve vodě, jeho kůže je hladká, na souši ji má suchou a jemnozrnnou. Čolek obecný má pohlavní dimorfizmus, odlišné charakteristické zbarvení pro samečka a samičku.
Samečci mají světle a tmavě podélně pruhovanou hlavu, hřbet a boky kovově zelené, hnědavé s tmavými skvrnami. Při svatebním obřadu jsou barvy intenzivnější. Mezi nejnápadnější znaky patří vysoký zvlněný hřeben, který se táhne téměř po celé délce těla.
Samička má obyčejně okrové nebo hnědé zabarvení s malými tmavými skvrnami. Břicho je po stranách žlutavě lesklé.
Larvy jsou světle hnědavé, ploutevní lem ocasu je zakončen do špičky. Dýchají vnějšími keříčkovitými žábrami. Přední nožky jsou slabé.

## Rozmnožování
Rozmnožování probíhá ve vodě od dubna do června. Samečkům v té době narůstá vysoký hřeben. Po oplodnění začne samička klást do listů vodních rostlin 150–300 vajíček. Vylíhlé larvy jsou asi 10 mm dlouhé a zpočátku se nedokáží samy pohybovat. Zpočátku se živí prvoky, později začínají lovit drobné korýše a další kořist. Proměna probíhá od července do září, kdy získávají matnou suchou kůži žlutavé nebo hnědavé barvy. Žijí zahrabaní v zemi a vodu vyhledávají hlavně k rozmnožování ve stáří tří let.

## Potrava
Jeho potravu na souši tvoří drobný hmyz (brouci), larvy hmyzu, pavouci, svinky a malí červi, žížaly a plži. V časném předjaří mohou hlavní potravu tvořit vajíčka skokana hnědého. Ve vodě loví hmyz, červy a drobné korýše.

## Stanoviště
Žije v listnatých lesích, parcích, na loukách, v děrách a v mechu. Rozmnožuje se na menších vodních nádržích, lesních rybníčcích a v kalužích. Můžeme se s ním setkat i v blízkosti lidských obydlí.